# Макс Мартін
Карл Мартін Сандберг, сценічне ім'я Макс Мартін (англ. Karl Martin Sandberg; нар. 26 лютого 1971, Стокгольм, Швеція) — шведський автор пісень, музичний продюсер, співак та тамбурініст. Працював із численним сучасними поп-виконавцями, такими як Брітні Спірс, Кеті Перрі, Тейлор Свіфт, Maroon 5 та інші.

## Життєпис
Карл Мартін Сандберг народився 26 лютого 1971 у шведській комуні Екере, недалеко від столиці країни Стокгольму.

## Особисте життя
Познайомився із своєю дружиною Єні (до шлюбу Петтерссон) у 2000, одружився у 2011. У 2001 у пари народилася дочка Доріс.

## Сингли, які досягли вершиниBillboardHot 100
1. 1999 – "...Baby One More Time" (Брітні Спірс)
2. 2000 – "It's Gonna Be Me" (NSYNC)
3. 2008 – "I Kissed a Girl" (Кеті Перрі)
4. 2008 – "So What" (P!nk)
5. 2009 – "My Life Would Suck Without You" (Келлі Кларксон)
6. 2009 – "3" (Брітні Спірс)
7. 2010 – "California Gurls" (Кеті Перрі із Snoop Dogg)
8. 2010 – "Teenage Dream" (Кеті Перрі)
9. 2010 – "Raise Your Glass" (P!nk)
10. 2011 – "Hold It Against Me" (Брітні Спірс)
11. 2011 – "E.T." (Кеті Перрі із Каньє Вест)
12. 2011 – "Last Friday Night (T.G.I.F.)" (Кеті Перрі)
13. 2012 – "Part of Me" (Кеті Перрі)
14. 2012 – "One More Night" (Maroon 5)
15. 2012 – "We Are Never Ever Getting Back Together" (Тейлор Свіфт)
16. 2013 – "Roar" (Кеті Перрі)
17. 2014 – "Dark Horse" (Кеті Перрі із Juicy J)
18. 2014 – "Shake It Off" (Тейлор Свіфт)
19. 2014 – "Blank Space" (Тейлор Свіфт)
20. 2015 – "Bad Blood" (Тейлор Свіфт із Кендріком Ламаром)
21. 2015 – "Can't Feel My Face" (The Weeknd)
22. 2016 – "Can't Stop the Feeling!" (Джастін Тімберлейк)